# Distrito del Alto Subansiri
Alto Subansiri (en panyabí; ضلع اتلا سبانسری) es un distrito de India en el estado de Arunachal Pradesh. Código ISO: IN.AR.UB.
Comprende una superficie de 7 032 km².
El centro administrativo es la ciudad de Daporijo.

## Demografía
Según censo 2011 contaba con una población total de 83 205 habitantes.